# Mindžedef
Mindžedef je bio princ drevnoga Egipta 4. dinastije, nazvan po bogu Minu. Bio je sin krunskog princa Kauaba i njegove sestre-žene Heteferes, koja je poslije postala kraljica Heteferes II. Tako je Mindžedef bio unuk faraona Kufua i praunuk faraona Snofrua. Imao je dva brata, Duaenhora i Kaemsekema te sestru Meresank, koja je postala kraljica. Bio je polubrat princeze Neferhotepes i (vrlo vjerojatno) princeze Heteferes. Osim što je bio polunećak faraona Džedefre, bio mu je i posinak, jer se Mindžedefova majka Heteferes udala za Džedefru nakon Kauabove smrti. Mindžedef je bio oženjen ženom zvanom Kufuank te je imao sina s njom. Pokopan je u mastabi G 7760 u Gizi. U mastabi mu je spomenut sin.